# LONELY GIRL (アルバム)
『LONELY GIRL』（ロンリー・ガール）は、1983年2月21日に発売された八神純子の5作目のオリジナルアルバムである。
CDでの再発売の際にボーナストラックとして、未発表曲「その胸にもう一度」が収録された。

## 収録曲

### LP
規格品番： DSF-8014
Side A
- 全編曲：瀬尾一三

1. LONELY GIRL (4分37秒)
作詞：八神純子　作曲：瀬尾一三
2. 夜空のイヤリング (3分59秒)
作詞：三浦徳子　作曲：八神純子
3. 鼓動のララバイ (4分20秒)
作詞・作曲：八神純子
4. Touch you, tonight (4分9秒)
作詞：三浦徳子　作曲：八神純子
5. 燃えつきるまで (4分57秒)
作詞・作曲：八神純子

Side B
1. AND I LOVE YOU (3分42秒)
作詞：山川啓介　作曲：八神純子
2. ジェラス (3分58秒)
作詞：山川恵津子・八神純子　作曲：山川恵津子
3. ラブ・シュープリーム 〜至上の愛〜 (4分12秒)
作詞・作曲：八神純子
4. YOU & I (3分23秒)
作詞・作曲：八神純子
5. Falling for You (4分15秒)
作詞・作曲：八神純子

### CD
規格品番： KICS-2441、収録時間：46分50秒
- 全編曲：瀬尾一三（特記除く）

1. LONELY GIRL (4分37秒)
作詞：八神純子　作曲：瀬尾一三
2. 夜空のイヤリング (3分59秒)
作詞：三浦徳子　作曲：八神純子
3. 鼓動のララバイ (4分20秒)
作詞・作曲：八神純子
4. Touch you, tonight (4分9秒)
作詞：三浦徳子　作曲：八神純子
5. 燃えつきるまで (4分57秒)
作詞・作曲：八神純子
6. AND I LOVE YOU (3分42秒)
作詞：山川啓介　作曲：八神純子
7. ジェラス (3分58秒)
作詞：山川恵津子・八神純子　作曲：山川恵津子
8. ラブ・シュープリーム 〜至上の愛〜 (4分12秒)
作詞・作曲：八神純子
9. YOU & I (3分23秒)
作詞・作曲：八神純子
10. Falling for You (4分15秒)
作詞・作曲：八神純子
11. その胸にもう一度 (4分53秒)
作詞：八神純子　作曲・編曲：鳴海寛
  - CD再発売時に追加された未発表曲のボーナストラック。

## 参加ミュージシャン
- ドラムス - 林立夫
- ベース - 高水健司(A1−3, A5, B2-5)、岡沢茂(A4)、美久月千晴(B1)
- エレクトリック・ギター - 今剛(A1, A3-5, B2-5)、鈴木茂(A2, B1)
- アコースティック・ギター - 吉川忠英(A1)
- シンセサイザー(&プラグラミング) - MAKI
- フェンダー・ローズ - MAKI (A1-3, B2, B4)、西本明(A4)
- YAMAHA GS-1 - MAKI (A5, B1, B3)
- ピアノ - MAKI (B5)
- パーカッション - 浜口茂外也(A1-3, A5, B1-2, B5)、石井コータロー(B4)
- ストリングス - Joe Group (A3, B4-5)
- エレクトリック・ヴァイオリン - Tomo Nakanishi (B2)
- コーラス - 山川恵津子(A1, B1-2, B4)、松下誠(A1, B1-2, B4)、八神純子(A1, B1-2, B4)、浜田良美(B1-2, B4)、瀬尾一三(B4)
- アルト・サックス - ジェイク・コンセプション(A1-2, B1)
- フルート - ジェイク・コンセプション(A3)、斉藤清(A3)
- テナー・サックス - 斉藤清(A1-2)
- トランペット - 数原晋(A2, B1)、小林正弘(A2, B1)、兼崎順一(A2, B1)
- トロンボーン - 新井英治(A2, B1)、平内保夫(A2, B1)、岡田澄夫(A2, B1)
- バス・サックス - 砂原俊三(A2)
- フリューゲル・ホーン - 数原晋(A3)、小林正弘(A3)

## 制作クレジット
- エグゼクティブ・プロデューサー - 川上源一
- ディレクター - 日朝幸雄、八神純子
- レコーディング＆マスタリング・エンジニア - 石塚良一 (EPCURUS Studio)
- マスタリング - J.V.C
- ディスク・コーディネーター - Yuki Satoh
- 写真 - 波多健二
- デザイン - 荒井博文
- イラストレーション - Meiji Hozumi
- アート・コーディネーター - Toshinori Goshono

## リリース日一覧
| 地域 | リリース日     | レーベル                   | 規格                   | カタログ番号 | 備考         |
| ---- | -------------- | -------------------------- | ---------------------- | ------------ | ------------ |
| 日本 | 1983年2月21日  | ディスコメイトレコード     | 30cmLP                 | DCF-8014     | STEREO       |
| 日本 | 1983年2月21日  | ディスコメイトレコード     | カセット               | DCF-1814     | STEREO       |
| 日本 | 1984年8月      | ディスコメイトレコード     | 12cmCD                 | CDF-9        | STEREO       |
| 日本 | 1989年12月21日 | NEC Avenue                 | 12cmCD                 | N24C-40      | STEREO       |
| 日本 | 2003年10月22日 | キングレコード             | 12cmCD                 | KICS-2441    | STEREO       |
| 日本 | 2005年9月25日  | YAMAHA MUSIC PUBLISHING    | デジタル・ダウンロード | 76083792     | iTunes Store |
| 日本 | 2007年12月19日 | ビクターエンタテインメント | 12cmCD                 | VICL-62682   | 紙ジャケット |

## タイアップ
| 曲順 | 曲名                              | タイアップ                           | 備考               |
| ---- | --------------------------------- | ------------------------------------ | ------------------ |
| B3   | ラブ・シュープリーム 〜至上の愛〜 | 東映 『宇宙戦艦ヤマト 完結編』主題歌 | シングルバージョン |

## 参考資料
- オリコン『ALBUM CHART-BOOK COMPLETE EDITION 1970-2005』オリコン・マーケティング・プロモーション、2006年4月。ISBN 978-4-87131-077-2。